# Solidarność Młodych
Solidarność Młodych – polska podziemna młodzieżowa organizacja antykomunistyczna założona w 1981 w Gdańsku.

## Historia
Antykomunistyczna organizacja młodzieżowa powstała w 1981 w Gdańsku. Założycielami byli uczniowie szkół średnich działający w Ruchu Młodzieży Szkolnej. Organizacja prowadziła działalność samokształceniową oraz akcje protestacyjne (przerwy milczenia, akcje ulotkowe, malowanie haseł na murach). Prowadzona też była działalność wydawnicza (ulotki, pisma „Pokolenie” oraz „Jedność”). Najaktywniejsi działacze: Grzegorz Bierecki, Winicjusz Załęcki, Wojciech Drabikowski, Krzysztof Rezmer, Krzysztof Szumiłło, Wojciech Kwidziński. Organizację rozbito, aresztując członków w 1984 roku. Byli członkowie weszli do struktur Niezależnego Samorządnego Związku Zawodowego „Solidarność”.